# Protankyra brychia
Protankyra brychia is een zeekomkommer uit de familie Synaptidae.
De wetenschappelijke naam van de soort werd in 1885 gepubliceerd door Addison Emery Verrill.